# Бороксоли
Бороксоли (рос. бороксолы, англ. boroxols) — циклічні ангідриди органоборних кислот.
Бороксоли легко гідролізуються до RB(OH)2, зі спиртами утворюють RB(OR')2. Киснем та пероксидами окиснюються до спиртів.
Застосування: антиоксиданти, для отримання борорганічних сполук, для захисту і розділення цис- і транс- діолів.